# Ессе Акіда
Ессе Мбейю Акіда (англ. Esse Mbeyu Akida, нар. 18 грудня 1992) — кенійська футболістка, яка грає за ізраїльський клуб «Рамат-га-Шарон», а також національну збірну Кенії.

## Клубна кар'єра
Почала свою футбольну кар'єру в клубі «Спедаг».
У 2018 році підписала контракт з клубом «Тхіка Куінз».
У жовтні 2018 року перейшла в ізраїльський клуб «Рамат-га-Шарон».
Стала найкращим бомбардиром жіночого футбольного турніру COTIF 2016 у Валенсії, Іспанія.

## Виступи за збірну
Грала за національну збірну Кенії на кубку африканських націй серед жінок 2016 року у Камеруні, де забила гол в матчі проти Гани (1-3).
Ще один свій гол забила за Кенію в матчі кваліфікації кубку африканських націй 2018 року проти Екваторіальної Гвінеї.